# Bitteswell
Bitteswell – wieś w Anglii, w hrabstwie Leicestershire, w dystrykcie Harborough. Leży 20 km na południe od miasta Leicester i 130 km na północny zachód od Londynu.